# Pljušicha (stanice metra v Moskvě)
Pljušicha (rusky Плющи́ха) je budovaná stanice Kalininsko-Solncevské linky, která zčásti leží pod Smolenským–seným náměstím, s východy na ulici Pljušicha a ke Smolenskému bulváru.
V březnu 2012 při prezentaci dalšího plánu rozvoje kalininské linky starostovi města Sergeji Sobjaninovi náměstek starosty Marat Chusnullin stanici Pljušichu nezmiňuje a rovnou hovoří o následující Dorogomilovské. Chusnullin rovněž poznamenal, že obě stanice úseku (společně s Volchonkou) mohou být prvními stanicemi stanicemi metra uzavřeného typu v Moskvě. Avšak tato koncepce byla v průběhu projekčních prací zřejmě opuštěna.

## Výstavba

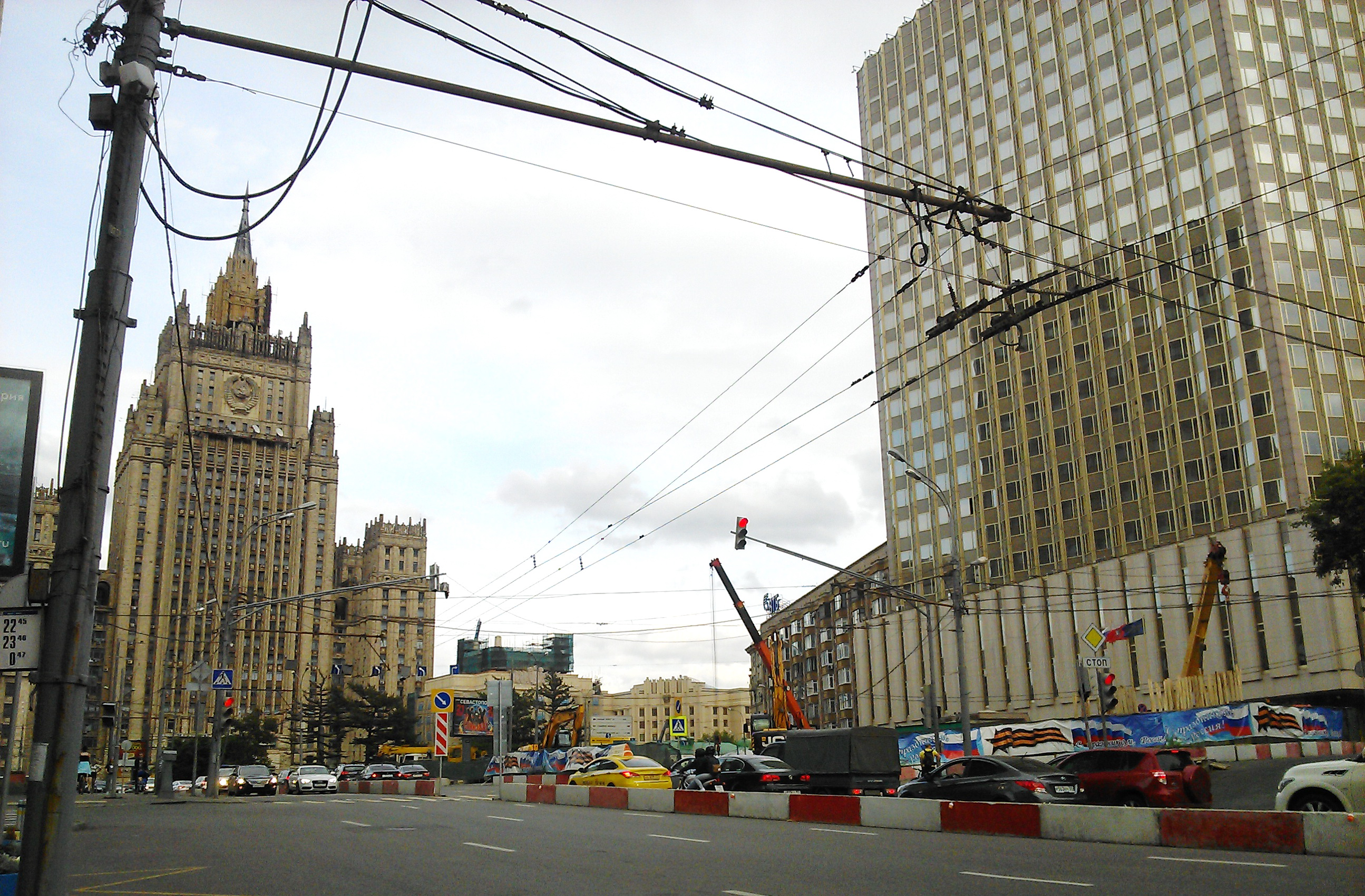
Červenec 2015, Smolenskaja–Sennaja ploščaď, začátek výstavby

V říjnu 2012 začalo vyklízení prostoru a byly zahájeny geodetické práce. Projekční práce by měly skončit v roce 2015 a stanice bude otevřena po roce 2020 jako část spojení Treťjakovskaja – Dělovoj centr.

## Přestupy
Pljušicha bude přestupní stanicí na stanici Smolenskaja Arbatsko-Pokrovské linky a nebo Filjovské linky

## Architektura
Stanice bude postavena podle typového projektu s jedním podzemním vestibulem. Barevně bude laděna do zlatočerna. Přístupy mají být odděleny skleněnými přepážkami s dveřmi, které se kvůli bezpečnosti budou otevírat synchronně s příjezdem vlaku. Je ovšem možné, že kvůli určitým nevýhodám nebudou skleněné přepážky nakonec použity.